# Rooglaid (Saaremetsa)
Rooglaid ist eine unbewohnte Insel, 290 Meter von der größten estnischen Insel Saaremaa entfernt. Die Insel liegt in der Landgemeinde Saaremaa im Kreis Saare. Sie liegt im Kahtla-Kübassaare hoiuala.
Väike Harklaid ist 130 Meter lang und 50 Meter breit.